# ガルシア・イニゲス
ガルシア・イニゲス（スペイン語：García Íñiguez, バスク語：Gartzea Eneko, 810年ごろ - 870年）は、第2代ナバラ国王（パンプローナ国王）（在位：851/2年 - 870/82年）。初代王イニゴ・アリスタの息子。コルドバで育ち、父王の晩年に王国の遠征軍を率いて成功した軍事指導者であった。

## 生涯
ガルシア・イニゲスは9世紀後半にパンプローナ王国を支配したイニゴ家初代のイニゴ・アリスタの息子で、コルドバのアミールの宮廷で客分として育った。父王が842年に麻痺に襲われたとき、ガルシア・イニゲスは王国の摂政（または叔父フォルトゥン・イニゲスとの共同摂政）となった。ガルシア・イニゲスと親族でバヌ・カシ家のムサ・イブン・ムサ・イブン・フォルトゥンは843年にコルドバのアミールに対し反乱を起こした。この反乱はアミールのアブド・アッラフマーン2世により鎮圧され、アブド・アッラフマーン2世はパンプローナ王国を攻撃し、ガルシアらを大敗させ、叔父フォルトゥンを殺害した。851/2年（ヒジュラ暦237年）に父イニゴが死去し、ガルシアがパンプローナ王位を継承した。
イニゴ・アリスタの死後、バヌ。カシ家の家長ムサ・イブン・ムサは、コルドバのムハンマド1世に忠誠を誓い、より緊密な政策を行ったため、ガルシアは同盟国としてキリスト教国のアストゥリアス王国に目を向けることになった。859年、ヴァイキングがガルシアを捕らえ、おそらくパンプローナ王国から遠く離れたアンダルシアの中心地のどこかに連れて行き、約70,000ディナール金貨にものぼる多額の身代金を要求した。同年末、ムサ・イブン・ムサはパンプローネの町アルベルダを攻撃した。ガルシアおよび新たに同盟を結んだアストゥリアス王オルドーニョ1世は一緒にムサ・イブン・ムサに壊滅的な打撃を与え、アルベルダの戦いで10,000人のムサ・イブン・ムサの家臣を殺したと言われている。これにより、コルドバのムハンマド1世から襲撃され、翌860年にはガルシアの息子で継承者のフォルトゥンがコルドバのムハンマド1世に捕らえられ投獄された。
ガルシアはその後20年間、コルドバで苦しむこととなった。870年、ガルシアは自身の甥であったウエスカのムサ・イブン・ガリンドを殺害したイスラム教徒の反逆者アムルス・イブン・ウマル・イブン・アムルスと同盟を結び、翌年にはコルドバに対し反乱を起こしたムサ・イブン・ムサの息子たちと新たに同盟を結んだ。
ガルシアの死は、その治世の最後の数年間の記録がないため、論争の対象となっている。870年以降のガルシアに関する記録が確認されないことから、ガルシアは870年に死去したと考えられ、長男で相続人であるフォルトゥンがコルドバに捕らえられている間、ガルシア・ヒメネスが摂政として王国を統治したとされた。そしてガルシアの息子フォルトゥンは880年に解放された後に王位についたという。しかし、そのような摂政政治が行われた証拠はなく、サンチェス・アルボルノスは、ガルシアが息子の帰国時にまだ生きていたという根拠を引き出した。したがって、バルパルダが、882年にガルシアとその同盟者であるウマル・イブン・ハフスンがコルドバ軍と現在のルンビエからそう遠くないアイバルで戦い、そこでガルシアが死去したとしているのが正しい可能性がある（ただし、ガルシアが84歳で死去したというのは明らかに誇張である）。

## 結婚と子女
ガルシアの妃については十分な記録がなく、様々な推測がなされている。すでに失われた勅許状の日付不明の確認書には、ガルシアとウラカ王妃について言及されており、これはガルシア・イニゲスとその妃ウラカについて言及していると考えられている。この女性の名前と、彼の息子の1人の名前がフォルトゥンであり、バヌ・カシ家の間で一般的な名前であったという事実（ガルシアの父方の叔父の名前でもある）に基づいて、ウラカはバヌ・カシ家の家長ムサ・イブン・ムサ・アル・カサウィの孫娘であった可能性があるといわれている。また、他の歴史家により別の親子関係が示されており、あるいはこの文書はガルシア・イニゲスについて言及しているのではなくパンプローナ王ガルシア・サンチェス2世とその母ウラカ・フェルナンデスに言及していると示唆されている。他に妃の可能性のある女性は、アストゥリアス王オルドーニョ1世の娘レオデグンディアである。レオデグンディアは一次資料に名前が記されていないパンプローナの支配者と結婚したことが知られており、ガルシア・イニゲスがレオデグンディアの結婚相手として推測されている人物のうちの1人である。ガルシア・イニゲスの子として次の子女が知られている。
- フォルトゥン・ガルセス（922年没） - パンプローナ王
- オネカ・ガルセス - アラゴン伯アスナール2世・ガリンデスと結婚[9]
- サンチョ・ガルセス - 息子ララウン領主アスナール・サンチェスは兄フォルトゥン・ガルセスの娘オネカの2番目の夫となる。また、バヌ・カシ家のムタッリフ・イブン・ムサと結婚したベラスキタもサンチョの娘の可能性がある[注釈 1]。

また、873年5月26日から12月20日の間にアストゥリアス王アルフォンソ3世と結婚したヒメナもガルシアの娘の可能性がある。874年にアルフォンソ3世とヒメナは初めて一緒にサンティアゴ・デ・コンポステーラ大聖堂に寄進を行っている。ヒメナという名前と夫がイベリアのキリスト教国の王であることは、この女性がパンプローナの高位出身であることに他ならないことを示しているが、一方でヒメノ家の出身とする研究者もいる。